# Daphnusa ailanti
Daphnusa ailanti är en fjärilsart som beskrevs av Jean Baptiste Boisduval 1875. Daphnusa ailanti ingår i släktet Daphnusa och familjen svärmare. Inga underarter finns listade i Catalogue of Life.